# 葱白七味飲
葱白七味飲 (そうはくしちみいん) は、漢方方剤の一つ。

## 概要
水煎し分三で温服する。頭痛身熱などの後の風寒を外寒のときに使う